# Sidi Rahhal Chataï
Ne doit pas être confondu avec Sidi Rahhal.
Sidi Rahhal Chataï (en arabe : سيدي رحال شاطئ) est une commune rurale du Maroc dans la région de Casablanca-Settat, dans la province de Berrechid. Elle est connue principalement pour ces lieux : Ola Blanca, Garden Beach mais aussi pour son port de pêche.

## Démographie
Le village de Sidi Rahhal Chataï est passé de 5796 habitants en 1994 à 8140 habitants en 2004.

## Économie
Le village de Sidi Rahhal Chataï est très prisé par les constructeurs immobiliers. En effet, au début des années 2010, ce village est devenu l'une des villages avec le plus de résidences balnéaires. La plus connu est celle d'Ola Blanca.

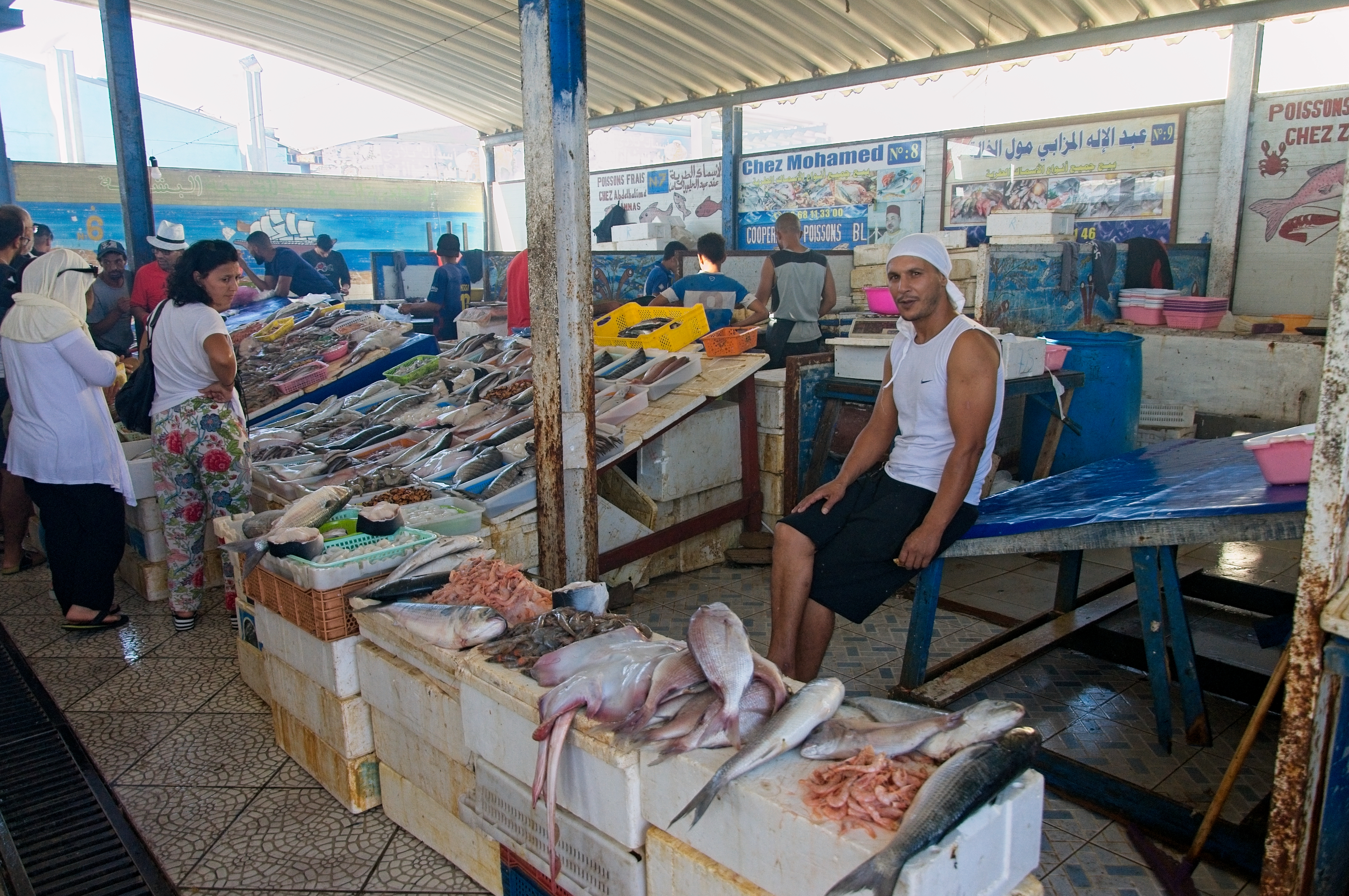
La halle aux poissons de Sidi Rahal au Maroc le 27 août 2023